# Clairvoyant Disease
Pistes de Waking the Fallen
I Won't See You Tonight And All Things Will End
Clairvoyant Disease est une chanson du groupe de metalcore américain Avenged Sevenfold, c'est la onzième piste de leur album "Waking the Fallen" sorti le 26 août 2003.
La « Clairvoyant Disease » (maladie de la clairvoyance) correspond à une vision de la dépression/anxiété, typiquement des pensées personnelles qui vous font penser que vous ne serez jamais heureux ou aimé. L'auto dénigremen et la pensée que l'on finira par mourir seul font partie de cette "maladie" qui n'existe pas en terme médical.
La musique se caractérise par un duel de guitare, dans l'introduction les guitares sont harmonisés, les verses sont caractérisés par des arpèges au son clair avec un effet reverb, dans le refrain, les guitares sont plus agressifs avec des bends sur la guitare Synyster Gates et joue l'interlude en gamme pentatonique et exécute son solo de guitare avec une pédale wah-wah et un filter.

## Membres sur la chanson
- M. Shadows : chant
- Synyster Gates : guitare solo, voix
- Zacky Vengeance : guitare rythmique, voix
- Johnny Christ : basse
- The Rev : batterie